# Xystrocera devittata
Xystrocera devittata är en skalbaggsart som beskrevs av Hermann Julius Kolbe 1893. Xystrocera devittata ingår i släktet Xystrocera och familjen långhorningar.
Artens utbredningsområde är:
- Botswana.
- Kenya.
- Malawi.

Inga underarter finns listade i Catalogue of Life.